# Slađana Milošević
Aleksandra Slađana Milošević (Beograd, 3. listopada[nedostaje izvor] 1955. – Zemun, 26. ožujka 2024.) bila je srpska pjevačica koja se smatra ikonom novog vala osamdesetih u Jugoslaviji.

## Životopis
Slađana je pokazivala interes za glazbu još u djetinjstvu. U svojoj petoj godini primljena je u glazbenu školu na odsjek klavira. Svoj doprinos modernoj glazbi dala je već u svojoj dvanaestoj godini života svirajući i pjevajući u sastavima kao što su Nebeska konjica, Epitaf8, Džentlmeni.
Svoj prvi solo nastup imala je na festivalu "Studentsko ljeto" u Maglaju, 1974. godine, gdje je osvojila "Grand Prix".
Godine 1977., isplivala je na površinu jugoslavenske pop rock scene, s pjesmom "Au, Au" i iste godine imala svoj prvi veći nastup na koncertu kod Hajdučke Česme, gdje je nastupala prije Bijelog dugmeta. Slađana je počela rušiti tabue, kada je izdala pjesmu pod nazivom "Seksi dama", koja je bila zabranjena za emitiranje na brojnim radijskim i televizijskim postajama.
Godine 1979. pjesmom "Amsterdam" uvrstila se među začetnike novog smjera u jugoslavenskoj glazbi koji je poznatiji pod nazivom "New wave". Godine 1981. nastupila je na izboru za jugoslavenskog predstavnika za Pjesmi Eurovizije u Beogradu i osvojila je 8. mjesto sa skladbom "Recept za ljubav".
Godine 1983. odlazi u Njemačku, gdje osniva sastav "Neutral Design", s kojim je izdala album, vrlo uspješan u Njemačkoj i Švedskoj. Godine 1984. rađa se pjesma pod nazivom "Princeza", duet s Dadom Topićem, koja je prevedena i na engleski jezik ("Starlight"). Godine 1989. odlazi u Sjedinjene Države, gdje je neko vrijeme svirala sa sastavom "Baby Sister", ali također radila i druge poslove. Jedno vrijeme je bila broker na burzi, a radila je i u marketinškim agencijama. Godine 1995. vraća se u Beograd i posljednjih godina živi na relaciji Beograd — Los Angeles. Preminula je, nakon kraće bolesti, 26. ožujka 2024. u Zemunu.

## Knjige
Godine 2001, zajedno s Dr. Jasminom Malešević, Slađana Milošević izdaje knjigu pod nazivom "Adame ne ljuti se", koja je predstavljena u "Aeroklubu" pored istaknutih osoba književnosti i kritičara kao što su, Prof. Dr. Ratko Božović, Velja Pavlović i Dušica Milanović. Knjigu je izdao, "Draslar partner", a Slađana i Jasmina pišu novu knjigu – "Pastirice", i to, kako kaže, iz navike.

## Diskografija
- 1976. Mikado
- 1977. Au, au
- 1978. Baby
- 1978. Sexy lady
- 1979. Amsterdam
- 1981. Recept za ljubav
- 1983. Neutral design
- 1984. Samsara
- 1984. Princeza
- 1985. Fantasticno putovanje MESAM
- 1988. Alexandra Sladjana Milosević & Darko Kraljić
- 1998. Harmony
- 2000. Animal tested
- 2002. Metamorfoza compilation, vol.1, 2 i 3
- 2008. Fantastično putovanje CD + DVD

## Ostalo
- "Crno-bijeli svijet" kao Jagodina prijateljica (2015.)

## Vanjske poveznice
- Službena stranica Slađane Milošević